# Orlando Miller
Orlando Miller Salmon (nacido el 13 de enero de 1969) es un exjugador de béisbol profesional panameño que jugó como Campocorto en las Grandes Ligas.

## Carrera
Orlando Miller comenzó su carrera profesional en las ligas menores en 1991. Miller vio tiempo de juego tanto con los Jackson Generals de la Liga de Texas clase doble "A" como con los Astros Osceola de la Liga Estatal de Florida clase "A" en 1991. Miller regresó a Jackson en 1992, ascendiendo a triple "A" con los Tucson Toros de la Liga de la Costa del Pacífico más adelante en la temporada. Miller jugó para los Toros una vez más en 1993 antes de su gran oportunidad en las ligas mayores con los Astros de Houston en 1994. Jugó para los Astros durante dos temporadas más y luego terminó su carrera en la MLB con los Tigres de Detroit en 1997. Miller continuó jugando en las ligas menores durante once temporadas más, incluidas temporadas con los Guerreros de Oaxaca de la Liga Mexicana en 2000 y los Olmecas de Tabasco en 2002. Jugó para Sioux Falls Canaries de la Asociación Estadounidense independiente en 2007 y terminó su carrera en ligas menores con los Edmonton Cracker-Cats en 2008. Sus últimos años jugó en la Liga de Béisbol de Panamá con Bocas del Toro retirándose en el 2011 a los 42 años.